# Matt Hughes (lottatore)
Matthew Allen Hughes (Hillsboro, 13 ottobre 1973) è un ex lottatore di arti marziali miste statunitense.
È stato uno dei più vincenti campioni nella storia della prestigiosa organizzazione statunitense UFC, avendo vinto e difeso il titolo dei pesi welter a più riprese tra il 2001 e il 2006. Dal 2010 è anche membro della Hall of Fame della stessa, oltre ad aver fatto da allenatore nella seconda e nella sesta stagione del reality show The Ultimate Fighter.
Dopo essere stato per lungo tempo un membro della Miletich Fighting Systems dell'ex campione UFC Pat Miletich, alla fine del 2007 ha dato vita al suo proprio team, il Team Hughes. Ha un fratello gemello, Mark, ex lottatore professionista di MMA attivo tra il 1999 e il 2003 e meteora nella UFC.

## Carriera nelle arti marziali miste

### Inizi
Hughes vanta un ottimo background nella lotta libera a livello scolastico: è difatti stato per due volte campione statale dell'Illinois nel 1991 e nel 1992, e terminò il suo periodo di high school con un record personale di 131 vittorie e sole 2 sconfitte; proseguì con buoni risultati anche al college e alla Eastern Illinois University, dove nel 1996 e nel 1997 venne premiato come all-american NCAA, prima divisione.
Esordì come professionista delle arti marziali miste il 1º gennaio 1998 con una veloce vittoria per KO tramite body slam.
In un anno e mezzo accumulò un record personale di 8-1, dove spiccano le vittorie sul futuro campione dei pesi medi UFC Dave Menne e sulla stella giapponese Akihiro Gono in un incontro per la promozione Shooto a Yokohama; l'unica sconfitta fu una veloce sottomissione per mano di Dennis Hallman, esperto grappler e futuro contendente al titolo dei pesi leggeri UFC che si confermerà nemesi di Hughes anche nel futuro.

### Ultimate Fighting Championship
La fortunata avventura di Hughes nella prestigiosa promozione Ultimate Fighting Championship inizia nel settembre 1999, quando esordisce nell'evento UFC 22: Only One Can be Champion con una vittoria ai punti sul bulgaro Valeri Ignatov.
Successivamente a quell'incontro Hughes torna a combattere in promozioni minori, dove raccoglie altre otto vittorie contro alcuni avversari di valore come il futuro lottatore UFC e WEC Joe Doerksen e il pugile LaVerne Clark.
Nel 2000 mise alla prova le sue abilità come grappler partecipando alla terza edizione dell'importante competizione ADCC Submission Wrestling World Championship, tenutasi ad Abu Dhabi, nella categoria fino ai 99 kg: qui negli ottavi di finale supera l'esperto Ricardo Almeida e nei quarti di finale ha la meglio sul navigato lottatore di MMA Jeremy Horn, ma in semifinale deve arrendersi contro l'abile peso massimo Jeff Monson, e nella sfida per la medaglia di bronzo viene sconfitto anche dalla leggenda dei pesi mediomassimi UFC Tito Ortiz.
Il secondo incontro in UFC lo combatte contro il brasiliano Marcelo Aguiar, vincendo per KO tecnico nel primo round.
Seguono altre quattro vittorie in altre promozioni, tra le quali spicca quella contro l'australiano Chris Haseman.
Con un record di 22-1 a Hughes viene data la possibilità di un rematch contro Dennis Hallman nell'evento UFC 29: Defense of the Belts: Hughes verrà ancora una volta sconfitto per sottomissione in una manciata di secondi, e Hallman passerà alla storia per essere stato il primo lottatore ad aver sconfitto Hughes e per ben due volte, la prima volta in 17 secondi e la seconda in 20 secondi.
Nel 2001 Hughes prende parte al torneo Shidokan Jitsu: Warriors War 1 in Kuwait, dove viene sconfitto già nei quarti di finale dall'ex campione IVC José Landi-Jons per KO tecnico.
Hughes prosegue l'anno lottando sempre molto frequentemente, e tra marzo e settembre infila altre sette vittorie, una di queste contro l'ex pro-wrestler Hiromitsu Kanehara nella promozione RINGS.
L'altisonante score di 29 vittorie e 3 sconfitte fecero sì che l'UFC scegliesse lui come nuovo contendente al titolo dei pesi welter che era nelle mani del canadese Carlos Newton: il match titolato si svolse a Las Vegas il 2 novembre 2001 con l'evento UFC 34: High Voltage, e Hughes divenne il nuovo campione di categoria quando mise KO Newton nel secondo round con un body slam.
Da quel momento Hughes iniziò a combattere solamente per l'UFC e con minor frequenza.
La prima difesa della cintura avvenne nel 2002 contro l'ex campione dei pesi medi Shooto Hayato Sakurai: Hughes si impose nel quarto round per KO tecnico contro un avversario apparentemente meno forte fisicamente.
Lo stesso anno difese il titolo per la seconda volta nel rematch contro l'ex campione Carlos Newton in terra britannica, vincendo ancora per KO tecnico nella quarta ripresa.
In novembre le difese divennero tre con la vittoria sull'ex contendente al titolo dei pesi medi UFC Gil Castillo.
Nel 2003 a pretendere la cintura dei pesi welter fu il futuro campione dei pesi leggeri UFC Sean Sherk: Hughes s'impose per decisione unanime dei giudici di gara con un punteggio di 48-45, 48-47 e 49-46.
Lo stesso anno superò il record di difese della cintura dei pesi welter, detenuto dal primo campione ed allenatore di Hughes Pat Miletich, sottomettendo nel primo round Frank Trigg, lottatore che nell'incontro precedente aveva vinto il titolo WFA sconfiggendo Dennis Hallman con un calcio all'inguine e che di fatto sostituiva Pete Spratt, il quale si rifiutò di lottare per il titolo.
Il 31 gennaio 2004, all'evento UFC 46: Supernatural, Hughes dovette difendere il proprio titolo per la sesta volta contro il fuoriclasse B.J. Penn, lottatore a 360 gradi che fino a quel momento aveva lottato solamente nella categoria dei pesi leggeri: Hughes subì la sua quarta sconfitta in carriera, in quanto Penn sottomise il campione con uno strangolamento verso la fine del primo round e mise fine al regno di Hughes che durava da più di due anni.
Nel maggio dello stesso anno Penn lasciò la cintura vacante per lasciare l'UFC e andare a combattere in Giappone nella K-1.
Hughes affrontò l'esperto di jiu jitsu brasiliano Renato Verissimo e vinse ai punti un incontro molto equilibrato.
Il 22 ottobre 2004 con l'evento UFC 50: The War of '04 venne rimessa in gioco la vacante cintura dei pesi welter UFC: a contendersela furono Matt Hughes e l'imbattuto astro nascente delle MMA canadesi Georges St-Pierre; Hughes trovò pane per i propri denti nell'abile karateka franco-canadese, ma a un solo secondo dalla fine del primo round riuscì a sottomettere l'avversario con una leva al braccio, e tornò quindi campione di categoria, vincendo il suo settimo incontro per la cintura.
Nel 2005 difese il titolo ancora una volta contro Frank Trigg, il quale sostituiva l'infortunato judoka Karo Parisyan, sottomettendolo con uno strangolamento nel primo round.
Matt venne scelto come uno degli allenatori per la seconda stagione del reality show The Ultimate Fighter opposto al campione dei pesi medi Rich Franklin: fu l'unica stagione del TUF al termine della quale i due allenatori non si confrontarono, in quanto erano entrambi detentori di una cintura.
Successivamente venne scelto come avversario per il titolo l'ex campione dei pesi medi WEC Joe Riggs, ma quest'ultimo fallì il peso e di conseguenza il match si disputò senza nulla in palio: Hughes vinse comunque con una kimura nel primo round.
Nel 2006 combatté un superfight senza alcun titolo in palio contro la leggenda delle arti marziali miste Royce Gracie, padre del jiu jitsu brasiliano e dominatore dei primi tornei UFC: Hughes vinse per KO tecnico nel primo round, ottenendo la sua quarantesima vittoria in carriera.
Con l'evento UFC 63 Hughes avrebbe dovuto difendere il proprio titolo dei pesi welter in un rematch contro Georges St-Pierre, ma quest'ultimo s'infortunò e venne sostituito da B.J. Penn, unico lottatore ad aver sconfitto Hughes negli ultimi 19 incontri: questa volta l'atleta dell'Illinois si vendicò e vinse per KO tecnico durante la terza ripresa, ottenendo anche il riconoscimento Fight of the Night; al termine dell'incontro Dana White definì Hughes "il più grande campione di tutti i tempi", e Georges St-Pierre entrò nella gabbia per promuovere il rematch tra lui e Hughes.
Il 18 novembre 2006 con l'evento UFC 65: Bad Intentions prese vita il tanto atteso rematch tra Hughes e Georges St-Pierre, lottatore fino a quel momento sconfitto solamente da Hughes: St-Pierre riuscì a mettere KO lo statunitense con un calcio alla testa nel secondo round, divenendo il nuovo campione dei pesi welter.
Nel 2007 Hughes affrontò e sconfisse l'ex campione Cage Rage Chris Lytle ai punti con una prestazione dominante.
In seguito lasciò il precedente team di Pat Miletich per fondare il proprio campo d'allenamento Hughes Intensive Training a Granite City assieme a Robbie Lawler.
Lo stesso anno si prestò nuovamente al ruolo di allenatore per il reality The Ultimate Fighter, questa volta contro il campione in carica Matt Serra, il quale nel precedente incontro aveva sconfitto Georges St-Pierre: la sesta stagione doveva infatti culminare con la sfida per il titolo tra Hughes e Serra, ma il campione s'infortunò e rimase fuori a tempo indeterminato, imponendo all'UFC di istituire una cintura ad interim per la quale avrebbero combattuto Hughes e St-Pierre.
La sfida tra Matt Hughes e Georges St-Pierre per la cintura dei pesi welter ad interim si svolse il 29 dicembre 2007 a Las Vegas con l'evento UFC 79: Nemesis: a laurearsi campione ad interim fu il canadese che fece pagare a Hughes lo scotto della sottomissione subita nella loro prima sfida, applicando una leva al braccio di Matt durante la seconda ripresa; al termine dell'incontro Hughes ammise la superiorità del rivale, che negli anni a seguire si confermerà come uno dei più forti lottatori di arti marziali miste di sempre.
Verso la metà del 2008 affrontò il brasiliano Thiago Alves, il quale stava cavalcando una striscia di cinque vittorie consecutive ed era prossimo a diventare un contendente al titolo: l'incontro divenne un catchweight per il fatto che Alves fallì il peso, e lo stesso Alves uscì vincitore della sfida con un KO nel secondo round.
Hughes era chiaramente in piena fase calante della sua decorata carriera di artista marziale, e iniziò a combattere con minor frequenza: tornò nella gabbia un anno dopo per la tanto attesa sfida tra mostri sacri contro Matt Serra, sfida vinta ai punti e premiata con il riconoscimento Fight of the Night.

### Ritiro e introduzione nella Hall of Fame
Nel 2010 affrontò e sconfisse Renzo Gracie, e durante l'evento UFC 114: Rampage vs. Evans lo stesso Hughes venne introdotto nella hall of fame dell'UFC come uno dei più grandi lottatori nella storia della promozione statunitense.
Negli anni a seguire ottenne la sua 45-esima vittoria in carriera contro un Ricardo Almeida ormai prossimo al ritiro e venne malamente sconfitto nella trilogia contro B.J. Penn e nel successivo match contro Josh Koscheck, aumentando le voci riguardo ad un suo prossimo ritiro dall'attività.
Dopo più di un anno di inattività nel gennaio 2013 annunciò il suo ritiro definitivo come agonista delle MMA, mettendo fine ad una carriera che durava da 15 anni e che lo ha visto protagonista assoluto in UFC con la vittoria del titolo dei pesi welter per due volte e con un record parziale nella promozione di 18-7.
Durante l'Internation Fight Week che si tenne a luglio del 2015, venne introdotta nell'Hall of Fame il suo secondo incontro disputato con Frank Trigg durante l'evento UFC 52.

## Risultati nelle arti marziali miste
| Risultato | Record | Avversario         | Metodo                                      | Evento                                   | Data              | Round | Tempo | Città                       | Note                                                   |
| --------- | ------ | ------------------ | ------------------------------------------- | ---------------------------------------- | ----------------- | ----- | ----- | --------------------------- | ------------------------------------------------------ |
| Sconfitta | 45-9   | Josh Koscheck      | KO (pugni)                                  | UFC 135: Jones vs. Rampage               | 24 settembre 2011 | 1     | 4:59  | Denver, Stati Uniti         |                                                        |
| Sconfitta | 45-8   | B.J. Penn          | KO (pugni)                                  | UFC 123: Rampage vs. Machida             | 20 novembre 2010  | 1     | 0:21  | Auburn Hills, Stati Uniti   |                                                        |
| Vittoria  | 45-7   | Ricardo Almeida    | Sottomissione (Dave Schultz front headlock) | UFC 117: Silva vs. Sonnen                | 7 agosto 2010     | 1     | 3:15  | Oakland, Stati Uniti        |                                                        |
| Vittoria  | 44-7   | Renzo Gracie       | KO Tecnico (calci alle gambe e pugni)       | UFC 112: Invincible                      | 10 aprile 2010    | 3     | 4:40  | Abu Dhabi, EAU              |                                                        |
| Vittoria  | 43-7   | Matt Serra         | Decisione (unanime)                         | UFC 98: Evans vs. Machida                | 23 maggio 2009    | 3     | 5:00  | Las Vegas, Stati Uniti      |                                                        |
| Sconfitta | 42-7   | Thiago Alves       | KO Tecnico (ginocchiata in salto e pugni)   | UFC 85: Bedlam                           | 7 giugno 2008     | 2     | 1:02  | Londra, Regno Unito         |                                                        |
| Sconfitta | 42-6   | Georges St-Pierre  | Sottomissione (armbar)                      | UFC 79: Nemesis                          | 29 dicembre 2007  | 2     | 4:54  | Las Vegas, Stati Uniti      | Per il titolo dei Pesi Welter UFC ad Interim           |
| Vittoria  | 42-5   | Chris Lytle        | Decisione (unanime)                         | UFC 68: The Uprising                     | 3 marzo 2007      | 3     | 5:00  | Columbus, Stati Uniti       |                                                        |
| Sconfitta | 41-5   | Georges St-Pierre  | KO Tecnico (colpi)                          | UFC 65: Bad Intentions                   | 18 novembre 2006  | 2     | 1:25  | Sacramento, Stati Uniti     | Perde il titolo dei Pesi Welter UFC                    |
| Vittoria  | 41-4   | B.J. Penn          | KO Tecnico (pugni)                          | UFC 63: Hughes vs. Penn 2                | 23 settembre 2006 | 3     | 3:53  | Anaheim, Stati Uniti        | Difende il titolo dei Pesi Welter UFC                  |
| Vittoria  | 40-4   | Royce Gracie       | KO Tecnico (pugni)                          | UFC 60: Hughes vs. Gracie                | 27 maggio 2006    | 1     | 4:39  | Los Angeles, Stati Uniti    |                                                        |
| Vittoria  | 39-4   | Joe Riggs          | Sottomissione (kimura)                      | UFC 56: Full Force                       | 19 novembre 2005  | 1     | 3:26  | Las Vegas, Stati Uniti      |                                                        |
| Vittoria  | 38-4   | Frank Trigg        | Sottomissione (rear naked choke)            | UFC 52: Couture vs. Liddell 2            | 16 aprile 2005    | 1     | 4:05  | Las Vegas, Stati Uniti      | Difende il titolo dei Pesi Welter UFC                  |
| Vittoria  | 37-4   | Georges St-Pierre  | Sottomissione (armbar)                      | UFC 50: The War of '04                   | 22 ottobre 2004   | 1     | 4:59  | Atlantic City, Stati Uniti  | Vince il titolo dei Pesi Welter UFC                    |
| Vittoria  | 36-4   | Renato Verissimo   | Decisione (unanime)                         | UFC 48: Payback                          | 19 giugno 2004    | 3     | 5:00  | Las Vegas, Stati Uniti      |                                                        |
| Sconfitta | 35-4   | B.J. Penn          | Sottomissione (rear naked choke)            | UFC 46: Supernatural                     | 31 gennaio 2004   | 1     | 4:39  | Las Vegas, Stati Uniti      | Perde il titolo dei Pesi Welter UFC                    |
| Vittoria  | 35-3   | Frank Trigg        | Sottomissione (rear naked choke)            | UFC 45: Revolution                       | 21 novembre 2003  | 1     | 3:54  | Uncasville, Stati Uniti     | Difende il titolo dei Pesi Welter UFC                  |
| Vittoria  | 34-3   | Sean Sherk         | Decisione (unanime)                         | UFC 42: Sudden Impact                    | 25 aprile 2003    | 5     | 5:00  | Miami, Stati Uniti          | Difende il titolo dei Pesi Welter UFC                  |
| Vittoria  | 33-3   | Gil Castillo       | KO Tecnico (stop medico)                    | UFC 40: Vendetta                         | 22 novembre 2002  | 1     | 5:00  | Las Vegas, Stati Uniti      | Difende il titolo dei Pesi Welter UFC                  |
| Vittoria  | 32-3   | Carlos Newton      | KO Tecnico (colpi)                          | UFC 38: Brawl at the Hall                | 13 luglio 2002    | 4     | 3:27  | Londra, Regno Unito         | Difende il titolo dei Pesi Welter UFC                  |
| Vittoria  | 31-3   | Hayato Sakurai     | KO Tecnico (colpi)                          | UFC 36: Worlds Collide                   | 22 marzo 2002     | 4     | 3:01  | Las Vegas, Stati Uniti      | Difende il titolo dei Pesi Welter UFC                  |
| Vittoria  | 30-3   | Carlos Newton      | KO (body slam)                              | UFC 34: High Voltage                     | 2 novembre 2001   | 2     | 1:27  | Las Vegas, Stati Uniti      | Vince il titolo dei Pesi Welter UFC                    |
| Vittoria  | 29-3   | Steve Gomm         | KO Tecnico (pugni)                          | Extreme Challenge 43                     | 8 settembre 2001  | 2     | 3:18  | Orem, Stati Uniti           |                                                        |
| Vittoria  | 28-3   | Hiromitsu Kanehara | Decisione (maggioranza)                     | Fighting Network Rings: 10th Anniversary | 11 agosto 2001    | 3     | 5:00  | Tokyo, Giappone             |                                                        |
| Vittoria  | 27-3   | Chatt Lavender     | Sottomissione (triangolo)                   | Extreme Challenge 41                     | 13 luglio 2001    | 3     | 2:31  | Davenport, Stati Uniti      |                                                        |
| Vittoria  | 26-3   | Scott Johnson      | KO (pugno)                                  | Extreme Challenge 40                     | 16 giugno 2001    | 1     | 3:24  | Springfield, Stati Uniti    |                                                        |
| Vittoria  | 25-3   | John Cronk         | KO Tecnico (Sottomissione ai colpi)         | Gladiators 14                            | 11 maggio 2001    | 1     | -     | Omaha, Stati Uniti          |                                                        |
| Vittoria  | 24-3   | Bruce Nelson       | KO Tecnico (Sottomissione ai colpi)         | Freestyle Combat Challenge 4             | 31 marzo 2001     | 1     | 3:01  | Racine, Stati Uniti         |                                                        |
| Vittoria  | 23-3   | Brett Al-azzawi    | Sottomissione (armbar)                      | Rings USA: Battle of Champions           | 17 marzo 2001     | 1     | 3:27  | Council Bluffs, Stati Uniti |                                                        |
| Sconfitta | 22-3   | Jose Landi-Jons    | KO Tecnico (ginocchiata)                    | Shidokan Jitsu: Warriors War 1           | 8 febbraio 2001   | 1     | 4:45  | Madinat al-Kuwait, Kuwait   | Torneo Shidokan Jitsu Warriors War 1, Quarti di finale |
| Sconfitta | 22-2   | Dennis Hallman     | Sottomissione (armbar)                      | UFC 29: Defense of the Belts             | 16 dicembre 2000  | 1     | 0:20  | Tokyo, Giappone             |                                                        |
| Vittoria  | 22-1   | Maynard Marcum     | Sottomissione (keylock)                     | Rings Australia: Free Fight Battle       | 12 novembre 2000  | 1     | 6:29  | Brisbane, Australia         |                                                        |
| Vittoria  | 21-1   | Robbie Newman      | Sottomissione (triangolo)                   | Rings USA: Rising Stars Final            | 30 settembre 2000 | 1     | 1:40  | Moline, Stati Uniti         |                                                        |
| Vittoria  | 20-1   | Chris Haseman      | Decisione (unanime)                         | Rings: Millennium Combine 3              | 23 agosto 2000    | 2     | 5:00  | Osaka, Giappone             |                                                        |
| Vittoria  | 19-1   | Joe Guist          | Sottomissione (armbar)                      | Extreme Challenge 35                     | 29 giugno 2000    | 1     | 2:45  | Davenport, Stati Uniti      |                                                        |
| Vittoria  | 18-1   | Marcelo Aguiar     | KO Tecnico (colpi)                          | UFC 26: Ultimate Field of Dreams         | 9 giugno 2000     | 1     | 4:34  | Cedar Rapids, Stati Uniti   |                                                        |
| Vittoria  | 17-1   | Shawn Peters       | Sottomissione (triangolo)                   | Extreme Challenge 32                     | 21 maggio 2000    | 1     | 2:52  | Springfield, Stati Uniti    |                                                        |
| Vittoria  | 16-1   | Alexandre Barros   | Decisione (unanime)                         | WEF 9: World Class                       | 13 maggio 2000    | 3     | 5:00  | Evansville, Stati Uniti     |                                                        |
| Vittoria  | 15-1   | Eric Davila        | Sottomissione (keylock)                     | SuperBrawl 17                            | 15 aprile 2000    | 2     | 3:24  | Honolulu, Stati Uniti       |                                                        |
| Vittoria  | 14-1   | Jorge Pereira      | KO Tecnico (ferita)                         | WEF 8: Goin' Platinum                    | 15 gennaio 2000   | 1     | 6:00  | Rome, Stati Uniti           |                                                        |
| Vittoria  | 13-1   | Daniel Vianna      | KO (body slam)                              | JKD Challenge 4                          | 20 novembre 1999  | 1     | 2:16  | Chicago, Stati Uniti        |                                                        |
| Vittoria  | 12-1   | Laverne Clark      | Sottomissione (rear naked choke)            | Extreme Challenge 29                     | 13 novembre 1999  | 2     | 1:35  | Hayward, Stati Uniti        |                                                        |
| Vittoria  | 11-1   | Tom Schmitz        | KO Tecnico (infortunio)                     | Extreme Challenge 29                     | 13 novembre 1999  | 1     | 0:48  | Hayward, Stati Uniti        |                                                        |
| Vittoria  | 10-1   | Joe Doerksen       | KO Tecnico (Sottomissione ai colpi)         | Extreme Challenge 29                     | 13 novembre 1999  | 2     | 0:25  | Hayward, Stati Uniti        |                                                        |
| Vittoria  | 9-1    | Valeri Ignatov     | Decisione (unanime)                         | UFC 22: Only One Can be Champion         | 24 settembre 1999 | 3     | 5:00  | Lake Charles, Stati Uniti   | Debutto in UFC                                         |
| Vittoria  | 8-1    | Akihiro Gono       | Decisione (unanime)                         | Shooto: 10th Anniversary Event           | 29 maggio 1999    | 3     | 5:00  | Yokohama, Giappone          |                                                        |
| Vittoria  | 7-1    | Erick Snyder       | KO Tecnico (body slam)                      | JKD: Challenge 3                         | 24 aprile 1999    | 1     | -     | Chicago, Stati Uniti        |                                                        |
| Vittoria  | 6-1    | Joe Stern          | KO Tecnico (Sottomissione ai colpi)         | Extreme Challenge 23                     | 2 aprile 1999     | 1     | 2:30  | Indianapolis, Stati Uniti   |                                                        |
| Vittoria  | 5-1    | Ryan Stout         | KO Tecnico (stop dall'angolo)               | Extreme Shootfighting                    | 11 dicembre 1998  | 2     | 5:00  | Waukesha, Stati Uniti       |                                                        |
| Sconfitta | 4-1    | Dennis Hallman     | Sottomissione (ghigliottina)                | Extreme Challenge 21                     | 17 ottobre 1998   | 1     | 0:17  | Hayward, Stati Uniti        |                                                        |
| Vittoria  | 4-0    | Dave Menne         | Decisione (unanime)                         | Extreme Challenge 21                     | 17 ottobre 1998   | 1     | 15:00 | Hayward, Stati Uniti        |                                                        |
| Vittoria  | 3-0    | Victor Hunsaker    | KO Tecnico (colpi)                          | Extreme Challenge 21                     | 17 ottobre 1998   | 1     | 1:39  | Hayward, Stati Uniti        |                                                        |
| Vittoria  | 2-0    | Craig Quick        | KO Tecnico (Sottomissione ai colpi)         | JKD: Challenge 2                         | 25 aprile 1998    | 1     | -     | Chicago, Stati Uniti        |                                                        |
| Vittoria  | 1-0    | Erick Snyder       | KO Tecnico (body slam)                      | JKD: Challenge 1                         | 1º gennaio 1998   | 1     | 0:15  | Chicago, Stati Uniti        |                                                        |